# 中华束腰蟹
中华束腰蟹（学名：Somanniathelphusa sinensis）为束腹蟹科束腰蟹属的动物。在中国大陆，分布于广东等地，多见穴居于淡水及咸淡水岸区的泥洞中。
其种加词“sinensis”意为“中华的”。